# Santiagoorden

Jakobskreuz

Der im ausgehenden 12. Jahrhundert gegründete Santiagoorden (spanisch Orden de Santiago), oder genauer Orden des heiligen Jakob vom Schwert, war ein Ritterorden, dessen Betätigungsfeld sich hauptsächlich auf die christlichen Königreiche der Iberischen Halbinsel beschränkte. Er gehört zu einer ganzen Reihe von Ritterorden, die in der Zeit der Rückeroberung (reconquista) der im 8. Jahrhundert von den Mauren besetzten Gebiete gegründet wurden.

## Geschichte

### Gründung
Der Ursprung des Ordens ist nicht ganz eindeutig festzustellen – gelegentlich wird Rodrigo Arías als Gründer bezeichnet, aber es scheint, dass  König Fernando II. de León, bevor er im Jahr 1170 formell institutionalisiert wurde, den Rittern die Stadt Cáceres in der spanischen Extremadura übertragen hatte, die er in seinem Kampf gegen die Mauren aufzugeben befürchtete.
Jedenfalls wurde der Orden im Jahr 1170 von König Alfons VIII. gestiftet und von Papst Alexander III. durch die Bulle „Benedictus Deus“ am 5. Juli 1175 bestätigt. Die Bulle stellte die Approbation der Ordensregel dar und vereint in sich die wichtigsten Vorschriften für die Santiagoritter. Weiterhin wurden in ihr erstmals die Besitzungen der Gemeinschaft aufgezählt und durch den Papst bestätigt.

### Frühe Phase
Die Hauptaufgabe des Ordens bestand seit seiner Gründung darin, gegen die Sarazenen zu kämpfen, wie es auch im Exordium der unterschiedlichen Versionen ihrer Ordensregel zu lesen ist. Die Legende, dass der Orden gegründet worden sei, um Pilger auf dem Weg nach Santiago de Compostela zu schützen, entbehrt laut Derek Lomax und anderen Historikern jeder Grundlage. König Alfons VIII. schenkte ihnen im Jahr 1174 Uclés, das seitdem Hauptquartier des Ordens wurde; im Jahr 1211 kamen Mora und Mira hinzu, später vereinigt mit Osa, Montiel und Alfambra. Zeitweilig unterhielt der Orden in Mértola im portugiesischen Alentejo sein Hauptquartier. Als die Reconquista in Portugal beendet war, trennte sich, wie beim Calatravaorden auch, der portugiesische Zweig ab, weil sich die Ritter jeweils stärker ihrem „nationalen“ König verbunden fühlten (siehe Orden des heiligen Jakob vom Schwert und Ritterorden von Avis).
Die Santiago-Ritter nahmen an der Reconquista im Raum Teruel und Castellón teil und kämpften im Jahr 1212 in der Schlacht bei Las Navas de Tolosa. Die leonesisch-kastilischen Monarchen übertrugen ihnen Ländereien und Privilegien, die dem Orden erlaubten, große Regionen Andalusiens und Murcias zu beherrschen. Neben den Einnahmen, die der Orden aus seinen landwirtschaftlichen Gütern und Viehherden bezog, erzielte er Brücken-, Markt- und Wegezölle, Pachtzinsen und genoss Steuerfreiheit.

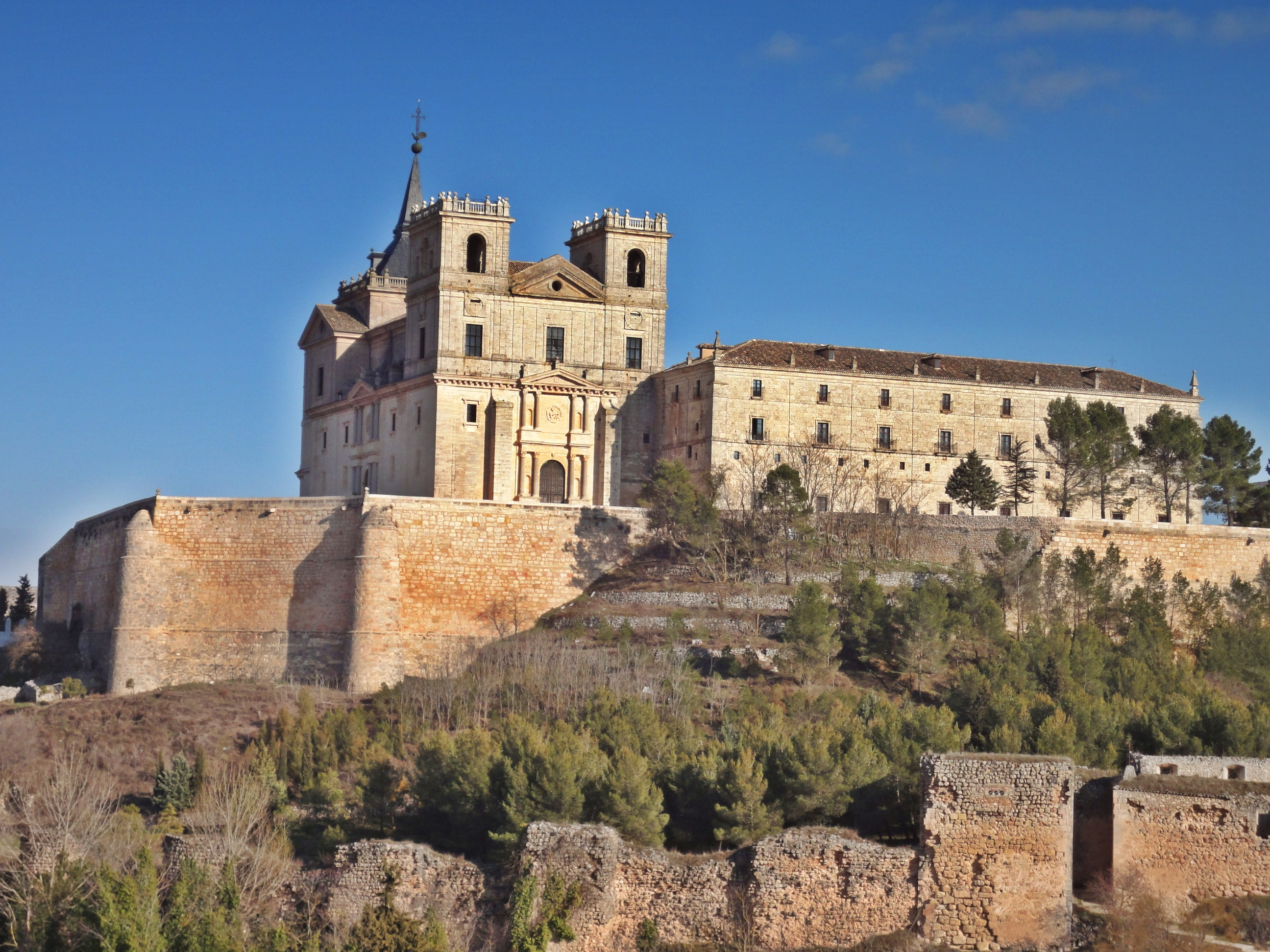
Das Kloster Uclés war lange Zeit das Hauptquartier des Ordens.

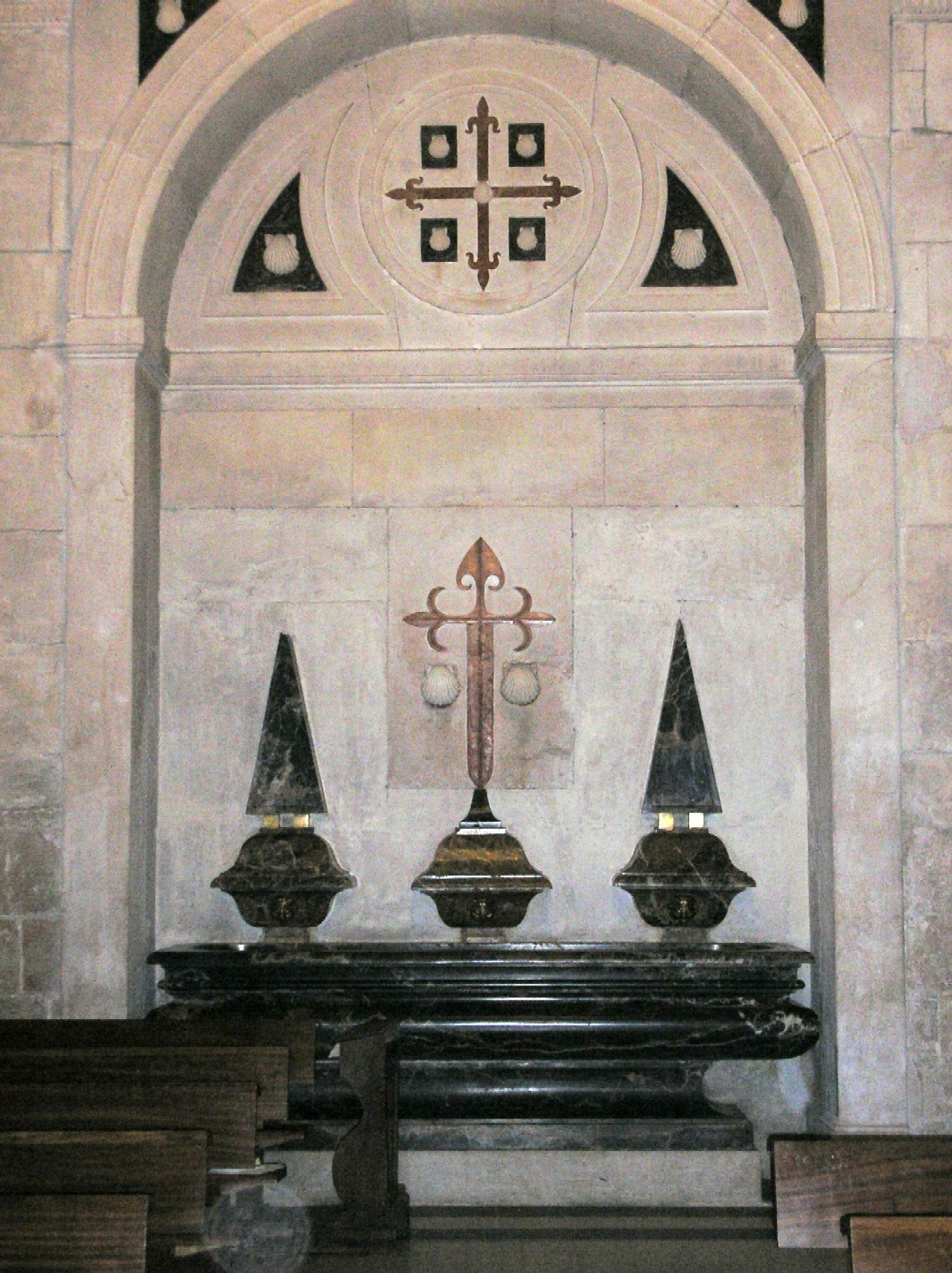
Kapelle im Kloster Ucles

### Übergang auf die Spanische Krone
Mit dem Ende bzw. der Verlangsamung der Reconquista sah sich der Santiagoorden in interne Kämpfe bzw. die Bürgerkriege der Adligen im Königreich Kastilien verwickelt. Insbesondere Erbfolgefragen führten in Kastilien immer wieder zu Erbteilungen und neuen Rivalitäten, die nicht selten auf dem Schlachtfeld zwischen den christlichen Adligen ausgetragen wurden. Zur gleichen Zeit fühlte sich der Orden durch sein immenses Vermögen verpflichtet, die Ansprüche der Krone zu unterstützen. Unter dem Einfluss dieser internen Kämpfe und rivalisierenden Cliquen besaßen die Großmeister häufig nicht die ausreichende Würde. Der Orden war durch Skandale diskreditiert, so dass beim Tode des Großmeisters Alonso de Cárdenas (1499) die Katholischen Könige (Isabella I. und Fernando II.) eine Bitte an den Heiligen Stuhl richteten, die gerechte, göttliche Vorsehung möge die Skandale abstellen in einer Zeit, in der der Krieg gegen das maurische Emirat von Granada große Lasten von der Krone fordere. Deshalb erbaten sie vom Papst Alexander VI. in Erwägung zu ziehen, ihnen die großmeisterliche Verwaltung des Ordens als Kompensation für ihre großen Opfer für den katholischen Glauben zuzubilligen. Er entsprach ihrer Bitte im gleichen Jahr durch eine Bulle, in der er Fernando II. die hohe Würde der Verwaltung des Santiagoordens übertrug. Tatsächlich waren Isabella I. und Fernando II. nicht länger gewillt, dem Hochadel in Gestalt der Ritterorden beträchtliche finanzielle und militärische Macht zu überlassen. Diese wollten sie ihrer Kontrolle unterstellen. Skandale kamen da gerade recht. Der nicht eben in ehelicher Treue lebende König Fernando, dessen Bereitschaft zur Lüge von seinen Zeitgenossen hervorgehoben wurde, war sicher keine tugendhaftere Alternative zu den zeitgenössischen Hochadligen im Santiagoorden.
Nach dem Tode Fernandos II. im Jahr 1516 folgte ihm Kaiser Karl V. in der Verwaltung nach.
Papst Hadrian VI. vereinigte im Jahr 1523 die Großmeisterwürde von Calatrava-, Alcántara- und Santiagoorden auf die Krone Spaniens.

## Regeln
Die Ritter des Santiagoordens akzeptierten die Gelübde der Armut und des Gehorsams und organisierten sich ausnahmslos nach den Regeln des heiligen Augustinus anstelle der Zisterzienserregeln. Die Mitglieder waren nicht zur Keuschheit verpflichtet, sondern konnten heiraten (einige ihrer Gründer waren verheiratet). Die Bulle des Papstes Alexander III. empfahl ihnen jedoch den Zölibat. In den Gründungsstatuten des Ordens heißt es präzise: „In ehelicher Keuschheit ohne Sünde lebend, ähnelnen sie den ersten Eltern, weil es besser ist zu heiraten, als zu verbrennen.“ Die Ehefrauen der Ritter galten im Santiagoorden sogar als Ordensmitglieder.

## Ordenstracht
Die Ordenstracht des Santiagoordens bestand aus einem weißen Augustinermantel mit aufgenähtem roten Dolchkreuz (espada). Der Mantel der nicht kämpfenden Ehrenmitglieder war zumeist schwarz (siehe Velázquez Las Meninas). Das Santiagokreuz ist an vielen Stellen auf dem Jakobsweg sowie noch heute in den Wappen der von ihm beherrschten Orte (z. B. im Valle de Ricote) zu sehen.

## Großmeister des Ordens
Anfangs wurde der Großmeister des Santiagoordens durch den Rat der Dreizehn gewählt, so genannt, weil er aus dreizehn Rittern bestand, die zwischen den Gouverneuren und Komtureien ausgewählt wurden.
Die Großmeister des Santiagoordens waren:

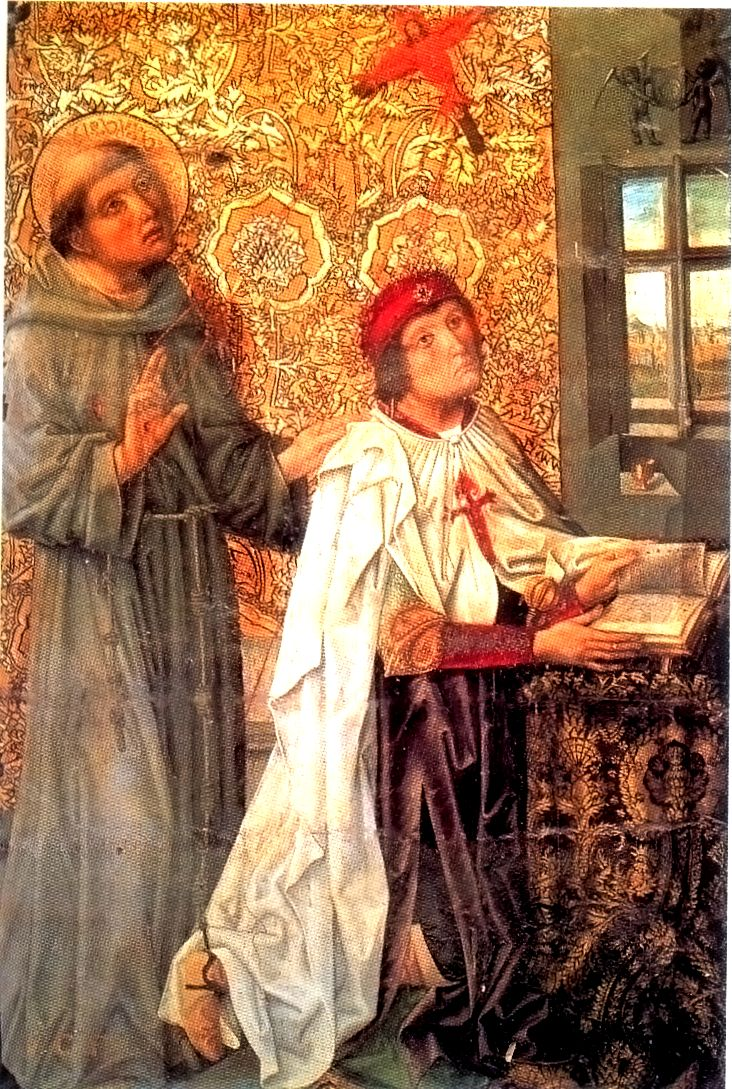
Der Großmeister Don Álvaro de Luna im Ordenshabit (1445–1453).

1. Pedro Fernández de Fuentencalada (1170–1184)
2. Fernando Díaz (1184–1186)
3. Sancho Fernández de Lemus (1186–1195). Gefallen in der Schlacht bei Alarcos.
4. Gonzalo Rodríguez (1195–1203)
5. Gonzalo Ordóñez (1203–1204)
6. Suero Rodríguez (1204–1205)
7. Sancho Rodríguez (1205–1206)
8. Fernando González de Marañón (1206–1210)
9. Pedro Arias (1210–1212). Gefallen in der Schlacht bei Las Navas de Tolosa.
10. García González de Arauzo (1212–1217)
11. Martín Peláez Barragán (1217–1221)
12. García González de Candamio (1221–1224)
13. Fernán Pérez Chacín (1224–1225)
14. Pedro Alonso (1225–1226)
15. Pedro González (1226–1237)
16. Rodrigo Íñiguez (oder Yáñez) (1237–1242)
17. Pelayo Pérez Correa (1242–1275)
18. Gonzalo Ruiz Girón (1275–1277)
19. Pedro Núñez (1277–1286)
20. Gonzalo Martel (1286)
21. Pedro Fernández Mata (1286–1293)
22. Juan Osórez (1293–1311)
23. Diego Muñiz (1311–1318)
24. García Fernández (1318–1327)
25. Vasco Rodríguez de Coronado (1327–1338)
26. Vasco López (1338)
27. Alonso Meléndez de Guzmán (1338–1342)
28. Fadrique Alfonso de Castilla (1342–1358)
29. Garci (oder García) Álvarez de Toledo (1359–1366)
30. Gonzalo Mejía (1366–1371)
31. Fernando Osórez (1371–1383)
32. Pedro Fernández Cabeza de Vaca (1383–1384)
33. Rodrigo González Mejía (1384)
34. Pedro Muñiz de Godoy (1384–1385)
35. García Fernández de Villagarcía (1385–1387)
36. Lorenzo Suárez de Figueroa (1387–1409)
37. Enrique de Aragón (1409–1445)
38. Álvaro de Luna (1445–1453)
39. Juan II. von Kastilien (1453) Administrador
40. Enrique IV. von Kastilien (1453–1462) Administrator
41. Beltrán de la Cueva (1462–1463)
42. Alfonso von Kastilien (1463–1467)
43. Juan Pacheco (1467–1474)
44. Alonso de Cárdenas (1474–1476 in León) (zum ersten Mal)
45. Rodrigo Manrique (1474–1476 in Kastilien)
46. Fernando II. de Aragón (1476–1477) Administrator
47. Alonso de Cárdenas (1477–1493) (zum zweiten Mal)
48. seitdem vereint mit der Krone von Spanien